# Мифы (фильм)
«Ми́фы» — российский комедийный фильм, в главных ролях — Янис Пападопулос, Фёдор Бондарчук, Сергей Безруков и Иван Ургант. Выход в широкий прокат в России состоялся 16 ноября 2017 года.
Участник конкурсной программы «Кинотавр»-2017

## Сюжет
Бедный грек попадает в современную Москву. Волею судеб его заносит в круги творческой элиты — Московского Олимпа. По привычке он начинает отождествлять окруживших его людей с богами и героями мифов Древней Эллады. Так знаменитый актёр Сергей Денисевич (Сергей Безруков), сыгравший всё и ищущий выход в алкоголе, становится Дионисом, телеведущий-юморист Иван (Иван Ургант), который не может удержаться от острот даже на похоронах, знаменитый продюсер и режиссёр Фёдор (Фёдор Бондарчук). Помогая им, Грек влюбляется в супругу градоначальника и делает всё возможное, чтобы забрать её с собой, однако сталкивается с сотрудниками миграционной службы РФ.

## В ролях
| Актёр             | Роль                                                         |
| ----------------- | ------------------------------------------------------------ |
| Яннис Пападопулос | Грек                                                         |
| Сергей Безруков   | актёр Серж Денисевич                                         |
| Виктория Исакова  | жена Денисевича                                              |
| Ирина Розанова    | депутат Людмила Ивановна Мишкина (прототип — Елена Мизулина) |
| Паулина Андреева  | Мария / Мия, дочки Мишкиной                                  |
| Иван Ургант       | шутник Иван                                                  |
| Фёдор Бондарчук   | продюсер Федя                                                |
| Милош Бикович     | Илья Петрович Курков (прототип — Сергей Капков)              |
| Ксения Раппопорт  | поэтесса                                                     |
| Игорь Верник      | шоумен Игорь                                                 |
| Вадим Верник      | Вадик, брат шоумена                                          |
| Максим Суханов    | Кока, уголовник                                              |
| Андрей Смоляков   | Владимир                                                     |
| Надежда Маркина   | Катя                                                         |
| Светлана Устинова | Света                                                        |
| Алексей Агранович | режиссёр Алёша                                               |
| Ксения Собчак     | камео                                                        |

## Съёмочная группа
- Авторы сценария: Александр Молочников, Ольга Хенкина, Елена Ванина
- Режиссёр-постановщик: Александр Молочников
- Оператор-постановщик: Леван Капанадзе
- Композитор: Игорь Вдовин

## Скандал
После выхода фильма в прокат Фёдор Бондарчук во время ссоры с Александром Молочниковым ударил того кулаком в лицо. Сам Молочников заявил, что инцидент был не постановочным и у него имеются соответствующая справка из травмпункта.

## Критика
Фильм получил неоднозначные оценки кинокритиков:
Александр Чекулаев, «Петербургский телезритель»:

О кино речи нет, у нас тут капустник, где за приколом следует убийство, за ним — острота, потом — бац! — внезапно все поют — бац! — романтическая сцена — бац! — все дружно пляшут и т. д. Законы драматургии игнорируются вчистую ради забавного ревю с хореографическими номерами. Что происходит и зачем — совершенно непонятно. Самое любопытное, что после получаса просмотра в полном ступоре вывихнутая логика «Мифов» начинает даже нравиться. Ловишь волну и давай хихикать, как Безумный Шляпник. Ведь проект, честно говоря, не безнадёжен. Как фильм — да, бред беспредельный, но как приступ творческого угара, круто замешанного на отвязном юморе и отключении всех тормозов, работает. Самоирония российских звёзд пополам с их же самолюбованием — дивный наркотик, провоцирующий изменённое состояние сознания.

Алексей Литовченко, «Российская газета»:

Трудно сказать, на какую аудиторию рассчитывал Молочников. Скорее всего, на тех, про кого картина. Возможно, они её найдут смешной. Да и то — вряд ли. И вряд ли кто-нибудь не из бомонда найдет её смешной. Разве что в качестве фона под коктейль из шампанского, водки и оливье — слишком уж «Мифы» смахивают на «Голубой огонёк». С другой стороны, «Голубой огонёк» кто-то до сих пор смотрит — так почему бы мюзиклу, в котором танцующие полицейские ритмично машут электрошокерами, не встать с ним в один ряд?

Борис Иванов, «Film.ru»:

Так что же с шутками? Их в «Мифах» немало, но смешных среди них куда меньше, чем думают создатели фильма. Многие сцены заставляют спросить: «Где тут лопата, после которой нужно смеяться?» Хотя есть и уморительные моменты. При этом хорошо видно разное отношение фильма к знаменитым артистам и знаменитым политикам. Когда картина именует режиссёра Фёдора «последней надеждой российского кино», то это шутка приятная и даже лестная. Равно как и обстёбывание актёра Сергея как артиста, который «сыграл все роли, и ему больше нечего играть», или шоумена Ивана, который так вжился в образ комика, что шутит даже на похоронах. Для профессионального ведущего неиссякаемое чувство юмора — это комплимент, как бы иронично он ни был подан. Напротив, над высокопоставленным чиновником Курковым (прозрачный намёк на бывшего руководителя департамента культуры города Москвы Сергея Капкова) картина издевается так жёстко, будто Капков увёл у режиссёра жену. Курков предстает невежественным и тупым самодуром, который напропалую изменяет жене и занимается театрами лишь потому, что там много смазливых актрис. Аналогично, хотя и с чуть большей симпатией, показана влиятельная женщина-депутат, пародирующая Елену Мизулину. Но если Мизулина всё ещё в строю, то Капков уже два года как не московский «Зевс», и изгаляться над ним сейчас как-то странно.

Ярослав Забалуев, «Газета.Ru»:

…«Мифы», несмотря на заведомую выигрышность замысла, катастрофически не работают. Жанр автосатиры на собственный цех имеет свою традицию, но Молочников постоянно нарушает правила игры — кажется, скорее по незнанию, чем из соображений наглости. Суханов — заслуженный артист, любимый зрителями, один из умнейших и тончайших российских актёров. И то, что он здесь (вполне талантливо) появляется не в роли самого себя, моментально превышает заданный порог условности. Так же его нарушают и герои Розановой и Милоша Биковича, в которых более или менее угадываются депутат Мизулина и Сергей Капков. Эти пародии получились злобными, но безыскусными, тогда как автошаржи — вполне комплиментарными и не доходящими даже до уровня передачи «Большая разница». Есть здесь, впрочем, исключение в виде Бондарчука, который не только стал продюсером «Мифов», но и придумал своему «герою» несколько красок, из-за которых на него всё же интересно смотреть.